# Список выпусков телешоу «Голос»
«Голос» — вокальное телевизионное шоу, с 2012 года выходящее на «Первом канале». Российская адаптация оригинального формата The Voice, который впервые появился в 2010 году в эфире голландского ТВ на канале RTL4 как The Voice of Holland. Лучшее музыкальное телешоу России по итогам 2015 года.

## Сезоны
На данный момент выпущено 13 сезонов телешоу.
| Команда Билана Команда Пелагеи Команда Градского † Команда Агутина Команда Басты | Команда Гагариной Команда Лепса Команда Лорак Команда Шнурова Команда Меладзе | Команда Сюткина Команда Преснякова Команда Беляева Команда Zivert Команда Герзмава |

| Сезон | Премьера        | Финал           | Победитель           | 2 место             | 3 место               | 4 место              | Победивший наставник | Лучший наставник | Ведущий        | Наставники         | Наставники      | Наставники         | Наставники         |
| Сезон | Премьера        | Финал           | Победитель           | 2 место             | 3 место               | 4 место              | Победивший наставник | Лучший наставник | Ведущий        | 1                  | 2               | 3                  | 4                  |
| ----- | --------------- | --------------- | -------------------- | ------------------- | --------------------- | -------------------- | -------------------- | ---------------- | -------------- | ------------------ | --------------- | ------------------ | ------------------ |
| 1     | 5 октября 2012  | 29 декабря 2012 | Дина Гарипова        | Эльмира Калимуллина | Анастасия Спиридонова | Маргарита Позоян     | Александр Градский   | Не выбирался     | Дмитрий Нагиев | Дима Билан         | Пелагея         | Александр Градский | Леонид Агутин      |
| 2     | 6 сентября 2013 | 27 декабря 2013 | Сергей Волчков       | Наргиз Закирова     | Гела Гуралиа          | Тина Кузнецова       | Александр Градский   | Не выбирался     | Дмитрий Нагиев | Дима Билан         | Пелагея         | Александр Градский | Леонид Агутин      |
| 3     | 5 сентября 2014 | 26 декабря 2014 | Александра Воробьёва | Ярослав Дронов      | Александр Бон         | Мариам Мерабова      | Александр Градский   | Не выбирался     | Дмитрий Нагиев | Леонид Агутин      | Пелагея         | Александр Градский | Дима Билан         |
| 4     | 4 сентября 2015 | 25 декабря 2015 | Иеромонах Фотий      | Михаил Озеров       | Ольга Задонская       | Эра Канн             | Григорий Лепс        | Не выбирался     | Дмитрий Нагиев | Баста              | Полина Гагарина | Александр Градский | Григорий Лепс      |
| 5     | 2 сентября 2016 | 30 декабря 2016 | Дарья Антонюк        | Александр Панайотов | Кайрат Примбердиев    | Сардор Милано        | Леонид Агутин        | Не выбирался     | Дмитрий Нагиев | Дима Билан         | Полина Гагарина | Леонид Агутин      | Григорий Лепс      |
| 6     | 1 сентября 2017 | 29 декабря 2017 | Селим Алахяров       | Тимофей Копылов     | Ладислав Бубнар       | Ян Гэ                | Александр Градский   | Не выбирался     | Дмитрий Нагиев | Дима Билан         | Пелагея         | Александр Градский | Леонид Агутин      |
| 7     | 12 октября 2018 | 1 января 2019   | Пётр Захаров         | Амирхан Умаев       | Рушана Валиева        | Шаэн Оганесян        | Константин Меладзе   | Сергей Шнуров    | Дмитрий Нагиев | Баста              | Ани Лорак       | Сергей Шнуров      | Константин Меладзе |
| 8     | 11 октября 2019 | 1 января 2020   | Аскер Бербеков       | Антон Токарев       | Ив Набиев             | Арсен Мукенди        | Константин Меладзе   | Сергей Шнуров    | Дмитрий Нагиев | Валерий Сюткин     | Полина Гагарина | Сергей Шнуров      | Константин Меладзе |
| 9     | 9 октября 2020  | 30 декабря 2020 | Яна Габбасова        | Олег Аккуратов      | Дмитрий Венгеров      | Василий Пасечник     | Полина Гагарина      | Баста            | Дмитрий Нагиев | Баста              | Полина Гагарина | Сергей Шнуров      | Валерий Сюткин     |
| 10    | 8 октября 2021  | 30 декабря 2021 | Александр Волкодав   | Алишер Каримов      | Ернар Садирбаев       | Элина Пан            | Пелагея              | Не выбирался     | Дмитрий Нагиев | Дима Билан         | Пелагея         | Александр Градский | Леонид Агутин      |
| 11    | 3 марта 2023    | 2 июня 2023     | Виктория Соломахина  | Эльмира Диваева     | Ирина Сыщикова        | Людмила Серебрякова  | Полина Гагарина      | Баста            | Яна Чурикова   | Владимир Пресняков | Полина Гагарина | Баста              | Антон Беляев       |
| 12    | 19 января 2024  | 27 апреля 2024  | Богдан Шувалов       | Георгий Русских     | Алексей Сулима        | Анастасия Садковская | Полина Гагарина      | Полина Гагарина  | Яна Чурикова   | Владимир Пресняков | Полина Гагарина | Zivert             | Антон Беляев       |
| 13    | 31 января 2025  | 25 апреля 2025  | Давид Саникидзе      | Дзамболат Дулаев    | Илья Алтухов          | Валентина Яньшина    | Хибла Герзмава       | Баста            | Яна Чурикова   | Баста              | Полина Гагарина | Хибла Герзмава     | Антон Беляев       |

## Сезон 1
«Голос» состоит из 3 этапов. Первый этап — это прослушивание всех участников, в результате которого каждый из членов жюри набирает себе команду из 12 человек. Во втором этапе между членами разных команд будут проводиться попарные состязания. В заключительной части народное голосование выберет победителя.

## Сезон 2
Критики отмечают большую разницу конкурсантов по сравнению с 1-м сезоном: если годом ранее среди участников было много людей «из народа», самородков — то на этот раз в шоу приняли участие большое количество профессиональных, хотя и малоизвестных певцов.

## Сезон 3
Нововведение третьего сезона — синий занавес. Зрителям в студии и телезрителям дается возможность ощутить себя на месте наставника: оценить только голос, предположить, каков из себя человек, поющий за занавесом. Перед выступлением не называется имя участника, не дается интервью — интрига сохраняется вплоть до конца выступления.